# 东门站 (福州)
东门站（福州話：/tøyŋ˥˥ muoŋ˥˧/）位于中华人民共和国福建省福州市鼓楼区东大路与六一路交叉口地下，是福州地铁4号线与建设中的滨海快线的地铁换乘站，4号线部分于2023年8月27日启用。

## 站名来源
车站名称取自福州府城之东门，本名东武门，宋郡守严辟疆改为行春门，明改为东门。

## 车站结构
东门站位于东大路与六一路交叉口下方，分为两个站体：4号线站体沿东大路呈东西走向，滨海快线线站体沿六一路呈南北走向，两线站体大致呈“L”型。

### 4号线楼层
4号线车站设有两层，地下一层为站厅层及换乘通道，地下二层为4号线站台层。
| 地下一层 | 4号线站厅                            |  | 票务服务、自动售票机       |
| 地下一层 | 换乘通道                             |  | 付费区前往 滨海快线 站厅   |
| 地下二层 | 1                                    |  | 4号线 往帝封江（三角池）   |
| 地下二层 | 岛式站台，列车运行方向左侧的车门打开 |  |                            |
| 地下二层 | 2                                    |  | 4号线 往凤凰池（省立医院） |

### 滨海快线楼层
滨海快线车站设有三层，地下一层为站厅层及换乘通道，地下二层为设备层，地下三层为滨海快线站台层。
| 地下一层 | 滨海快线线站厅                       |  | 票务服务、自动售票机                |
| 地下一层 | 换乘通道                             |  | 付费区前往 4号线 站厅               |
| 地下二层 | 设备区                               |  | 车站设备                            |
| 地下三层 | 1                                    |  | 滨海快线 往福州火车站（福州火车站） |
| 地下三层 | 岛式站台，列车运行方向左侧的车门打开 |  |                                     |
| 地下三层 | 2                                    |  | 滨海快线 往文岭（闽都）             |

### 站厅
东门站共有两个站厅：4号线站厅与滨海快线线站厅。两个站厅之间只通过换乘通道连接，各站厅在非付费区不相通。4号线和滨海快线线站厅的收费区各自设有多组扶梯、楼梯以及直梯供乘客前往站台。

### 站台
东门站设有两个岛式站台，其中4号线站台设于东大路地下，滨海快线线站台设于六一路地下，两线站台大致成“L”型。其中4号线站台西侧设单存车线，故站台呈现梯形，1号站台要明显宽于2号站台。

### 换乘
两线之间实施通道换乘，在4号线站厅东端与滨海快线线站厅北端设有通道相连。

### 车站艺术
东门站是4号线上的一座特色车站。车站毗邻晋安河，站点结合滨水、滨江背景特征，在站厅、站台公共区吊顶以不同时期的水纹演变为基础设计，展示了福州晋安古河风貌文化。
4号线站厅处设有艺术墙《祈福晋安》。旧时，在福州东门塔头街南侧有一座春牛亭，亭内安放着一尊泥塑的水牛供人祭祀。每年立春，这里都要举行鞭牛迎春劝农活动。作品以石材为主要创作材料，结合了福州当地寿山石的创作手法，勾勒了在四季更替中静静地流淌的晋安河，描绘了沿岸的人们鞭打春牛、祈求丰收与兴旺的历史场景，蕴含着对福州城市发展的祝福。

### 出入口与周边
| 东门站出入口信息            | 东门站出入口信息 | 东门站出入口信息           | 东门站出入口信息   |
| --------------------------- | ---------------- | -------------------------- | ------------------ |
|                             |                  |                            |                    |
|                             |                  |                            |                    |
| 编号                        | 设施             | 位置                       | 接驳交通           |
| 4号线站厅                   |                  |                            |                    |
| 出口 · A                    |                  | 车站东北口，位于六一路西侧 | 东水路口、塔头     |
| 出口 · B                    |                  | 车站西口，位于东大路北侧   | 东水路口、八方大厦 |
| 出口 · C                    |                  | 车站西南口，位于东水路     | 东水路北、东水路口 |
| 注： 设有电梯 \| 设有卫生间 |                  |                            |                    |

## 历史
- 2017年6月29日，福建省发展和改革委员会批复《福州市城市轨道交通4号线一期工程可行性研究报告》（闽发改网审交通〔2017〕103号），4号线沿东大路向东在晋安河西岸设置塔头站。[6]
- 2019年7月24日，东门站首幅地下连续墙钢筋笼吊装入槽。[7]
- 2023年8月23–25日，东门站开启免费试乘活动。[8]
- 2023年8月27日，东门站4号线部分启用。[1]